# Hästöbatteriet
Hästöbatteriet var ett batteri på Hästö, som numera hänger ihop med Vämön norr om Karlskrona. Batteriet byggdes 1709, iståndsattes 1788 och förstärktes 1789, men är numera förfallet. Dess uppgift var att beskjuta vadet vid Gullbernanäs.